# The Man from Red Gulch
The Man from Red Gulch (no Brasil, Bons e Leais Amigos) é um filme de comédia e western dos Estados Unidos de 1925, dirigido por Edmund Mortimer e estrelado por Harry Carey.

## Elenco
- Harry Carey ... Sandy
- Harriet Hammond ... Betsey
- Frank Campeau ... Falloner
- Mark Hamilton ... Frisbee
- Lee Shumway ... Lasham
- Doris Lloyd ... Madame Lee Blanc
- Frank Norcross ... Col. Starbottle
- Virginia Davis ... Cissy
- Michael D. Moore ... Jimmy (como Mickey Moore)